# Only One (chanson de Kanye West)
Pour les articles homonymes, voir Only One.
Singles de Kanye West
I Won
(2014) FourFiveSeconds
(2015)
Singles par Paul McCartney
Hope for the Future
(2014) FourFiveSeconds
(2015)
Only One est une chanson du rappeur américain Kanye West en duo avec Paul McCartney, sortie en décembre 2014.

## Clip vidéo
Le 29 janvier 2015, Kanye West dévoile un extrait du clip dans l'émission télévisée The Ellen DeGeneres Show. Le clip est réalisé par Spike Jonze. Il montre Kanye West se baladant en forêt avec sa fille North.

## Classement hebdomadaire
| Classement (2015)                       | Meilleure position |
| --------------------------------------- | ------------------ |
| Allemagne (Media Control AG)            | 32                 |
| Australie (ARIA)                        | 8                  |
| Autriche (Ö3 Austria Top 40)            | 31                 |
| Belgique (Flandre Ultratop 50 Singles)  | 34                 |
| Belgique (Wallonie Ultratop 50 Singles) | 26                 |
| Canada (Hot 100)                        | 31                 |
| Danemark (Tracklisten)                  | 31                 |
| Écosse (OCC)                            | 26                 |
| Espagne (PROMUSICAE)                    | 21                 |
| États-Unis (Hot 100)                    | 35                 |
| États-Unis (R&B/Hip-Hop Songs)          | 11                 |
| France (SNEP)                           | 30                 |
| Hongrie (Single Top 40)                 | 19                 |
| Irlande (IRMA)                          | 43                 |
| Nouvelle-Zélande (RMNZ)                 | 8                  |
| Suède (Sverigetopplistan)               | 85                 |
| Royaume-Uni (UK Singles Chart)          | 28                 |
| Royaume-Uni (UK R&B Chart)              | 1                  |